# Pression d'arrêt
En dynamique des fluides, la pression d'arrêt est la pression statique en un point d'arrêt dans un écoulement de fluide. Au point d'arrêt, la vitesse du fluide est nulle et toute l'énergie cinétique est transformée en énergie de pression de façon isentropique. La pression d'arrêt est la somme de la pression statique et la pression dynamique.

## Expression de la pression d'arrêt
L'expression de la pression d'arrêt peut être trouvée par l'application, au point d'arrêt de l'équation de Bernoulli pour un fluide incompressible :
{\displaystyle P_{\text{arrêt}}=P_{\text{statique}}+{\dfrac {1}{2}}\rho v^{2}}
avec : 
- {\displaystyle P_{\text{arrêt}}}, la pression d'arrêt ;
- {\displaystyle P_{\text{statique}}}, la pression statique ;
- {\displaystyle \rho }, la masse volumique du fluide ;
- {\displaystyle v}, la vitesse du fluide loin du corps.